# Acalolepta parabolanica
Acalolepta parabolanica là một loài bọ cánh cứng trong họ Cerambycidae.